# 駆け抜けて軽トラ
駆け抜けて軽トラ（かけぬけてけいトラ）は、かつて松竹芸能に所属していた男女お笑いコンビ。2017年結成、2025年解散。

## 来歴
2016年12月31日の『ラバボーズ』解散以後ピン芸人として活動している小野島徹と、2017年5月31日『棚からブタもち』解散以後ピン芸人として活動している餅田コシヒカリにより、2017年にユニット結成。「軽トラ」は餅田の小学校時代のあだ名。
2018年2月11日放送の『にちようチャップリン』（テレビ東京）において、初の地上波テレビ出演を果たした。　　　
2019年12月14日放送の『とんねるずのみなさんのおかげでした』（フジテレビ）内のコーナー「博士と助手〜細かすぎて伝わらないモノマネ選手権〜」にて、「昭和ポルノの世界」シリーズで優勝を果たした。
2020年1月1日放送の『ぐるぐるナインティナイン』（日本テレビ）内のコーナー「おもしろ荘へいらっしゃい!」に出演、優勝は逃したもののネット上を中心に話題を呼んだ。
2025年7月2日、同月末をもって解散することを発表した。同月26日の長野県池田町でのイベント出演が最後のステージとなる。

## メンバー
- 小野島 徹（おのじま とおる、1987年9月16日 - ）（37歳）[3]

埼玉県出身、血液型AB型。既婚。
成城大学文芸学部在学中に『法政大学お笑いサークルHOS』に参加、2008年12月1日にコンビ『オノヨーコ』（2012年9月にコンビ名を『ラバボーズ』に改名）を横田翔と結成。コンビで松竹芸能所属となり活動していたが、2016年12月に解散。
- 餅田コシヒカリ（もちだ コシヒカリ、本名:持田 ひかり〈もちだ ひかり〉、1994年4月18日 - ）（31歳）[5]

宮城県出身、血液型A型。
松竹芸能タレントスクール在学中の2015年に男女コンビ『棚からブタもち』を結成、翌年松竹芸能に所属、2017年5月にコンビ解散。

## 出演

### テレビ
- にちようチャップリン（テレビ東京、2018年2月11日） - 地上波テレビ初出演[6]
- 深夜に発見！新shock感～一度おためしください～（テレビ東京）
  - 2018年3月10日放送[14]
  - 2019年4月20日放送[15]
- スキマTimes（RKB毎日放送、2018年5月9日 - 2018年5月30日（計4回））[16][17]
- 24時間テレビ41「愛は地球を救う」（日本テレビ、2018年8月25日 - 8月26日） - ミヤギテレビ チャリティーサポーター[18]
- 大堀商事小島事業部新人山根（2017年2月17日、アイドル専門チャンネルPigoo）
- ※注 芸人調べ（テレビ朝日、2019年2月14日）「超若手芸人オーディション」にて初出演[19]、以後最終回までレギュラー出演
- とんねるずのみなさんのおかげでした（フジテレビ、2019年12月14日）「博士と助手〜細かすぎて伝わらないモノマネ選手権〜」[7]
- ぐるぐるナインティナイン 「～おもしろ荘 お笑い第七世代ネクストスター発掘SP～」（日本テレビ2020年1月1日）[8]
- 白黒アンジャッシュ（千葉テレビ、2021年8月17日・24日）
- 警視庁強行犯係・樋口顕（テレビ東京、2022年7月22日・2024年4月1日）[20]

### ネットラジオ
- 駆け抜けて軽トラの助手席[21]（stand.fm、2022年10月3日 - 、毎週月曜7時更新）

### Web配信
- 風雲!たけし城（Amazon Prime Video、2023年4月21日 - ）

### 松竹芸能主催
※会場は松竹芸能新宿角座
- 新宿オールスターライブ[22]
- 松竹若手下剋上バトルライブ 笑っっちゃ王[23]
- 松竹若手下剋上バトル「竹」[24]
- 松竹若手下剋上バトル「松」[25]